# Austro-srpska tajna konvencija 1881.
Austro-srpska tajna konvencija iz 1881. je ugovor između Austro-Ugarske Monarhije i Kneževine Srbije o napuštanju proruske orijentacije i uvođenju proaustrijske linije.  Ovaj ugovor je bio prvo zaključen na 10 godina, te je bio produžen do 1. siječnja 1895. kada je sporazum istekao.
Tajna konvencija je bila važan dio jačanja političke i gospodarske suradnje između Austro-Ugarske i Srbije, u kojemu je središnja preokupacija bila izgradnja željezničke veze koja će Austro-Ugarsku preko Srbije povezivati s Grčkom i Turskom. Omogućila je Srbiji da se oslobodi obveza prema politici dosadašnjeg pokrovitelja Rusije, koja je sa sobom nosila ozbiljne poteškoće i tek umjerene koristi.
Tajna konvencija potpisana je na Vidovdan 28. lipnja 1881. god. u Beogradu po srbijanskom ministru vanjskih poslova Čedomilju Mijatoviću i poslaniku Austro-ugarske Gabrijelu Herbetu-Ratkealu. 
U ugovoru o bliskom savezništvu, zapravo pokroviteljstvu Austro-Ugarske nad Srbijom, Srbija se obvezala da neće dopuštati nikakva "politička, vjerska ili druga spletkarenja" protiv Austro-Ugarske, podrazumijevajući tu i Bosnu, Hercegovinu i Novopazarski Sandžak", a Austro-Ugarska se obvezala priznati i kod trećih zemalja svojim utjecajem podržati podizanje statusa kneza Srbije u kralja. Srpska strana se obvezala da "bez prethodnog sporazuma s Austro-Ugarskom Srbija neće pregovarati ili zaključivati politički ugovor s drugom kojom vladom", da neće dopustiti nikakve regularne ili neregularne vojne formacije iz trećih zemalja na svojem tlu. U slučaju rata u kojemu bi sudjelovala Austro-Ugarska, obvezala se Srbija zauzeti stav "prijateljske neutralnosti"; analognu obvezu prema Srbiji je preuzela i Austro-Ugarska - k tome unaprijed obećavši da će podržati nastojanje Srbije da proširi svoje granice prema Jugu (uz izričiti izuzetak Novopazarskog sandžaka, koji se protezao između Srbije i Crne Gore).
Obveza Srbije da bez odobrenja Austro-Ugarske neće niti pregovarati, niti sklapati međunarodne ugovore cjeloviti smisao je dobivala u vezi s 37. Berlinskog sporazuma iz 1878. (akt Berlinskog kongresa, kojim je priznata neovisnost Srbije, Bugarske i Rumunjske od Turske): tu se Srbija obvezala da neće jednostrano (tj. bez sklapanja međunarodnih ugovora) uvoditi nikakve carine ili na drugi način ograničavati do tada postojeća prava stranih država ili građana.
Austro-Ugarsko pokroviteljstvo je Srbiji donijelo koristi - tako je primjerice nakon ponižavajućeg poraza u Srpsko-bugarskom ratu 1885. ministar vanjskih poslova Srbije Čedomilj Mijatović sklopio ugovor o miru bez ikakvih uvjeta i odšteta, čak i bez isprike napadnutim Bugarima. Međutim će prorusko raspoloženje u pretežnom dijelu srpske javnosti i težnje za pripojenjem Bosne i Hercegovine koja je iz osmanske prešla pod austrougarsku vlast učiniti nemogućim da se odnos bliske suradnje s Austro-Ugarskom trajnije održi.